# Hankovce (Bardejov)
|  | No s'ha de confondre amb Hankovce (Humenné). |

Hankovce és un poble i municipi d'Eslovàquia. Es troba a la regió de Prešov, al nord del país.

## Història
La primera referència escrita de la vila data del 1377.

## Demografia
| Godina             | 1994 | 2004   | 2014   | 2024   |
| ------------------ | ---- | ------ | ------ | ------ |
| Nombre de persones | 411  | 402    | 400    | 437    |
| Diferència         |      | −2,18% | −0,49% | +9,25% |

| Godina             | 2023 | 2024   |
| ------------------ | ---- | ------ |
| Nombre de persones | 439  | 437    |
| Diferència         |      | −0,45% |